# چشمه زورق
چشمه زورق، روستایی از توابع بخش زند شهرستان ملایر در استان همدان ایران است.

## نام
نام این روستا از جمع دو واژه پارسی «چشمه» و واژه عربی «زورق» به معنای قایق گرفته شده است.

## مردم
مردم این روستا لرتبار می باشند که به زبان لری سخن می گویند

## جمعیت
این روستا در دهستان کمازان وسطی قرار دارد و براساس سرشماری مرکز آمار ایران در سال ۱۳۹۵، جمعیت آن ۱۴۰ نفر (۴۵خانوار) بوده‌است.